# Діханкуль
Діханку́ль (каз. Диханкөл) — село у складі Толебійського району Туркестанської області Казахстану. Входить до складу Когалинського сільського округу.
У радянські часи село називалось Діканколь.
Населення — 1606 осіб (2021; 1713 у 2009, 1422 у 1999, 1219 у 1989).